# Tulsi Chakraborty
Tulsi Chakraborty (Bengalisch: তুলসী চক্রবর্তী, Tulsī Cakrabartī; * 3. März 1899 im Dorf Goari, Bengalen; † 11. Dezember 1961 in Haora, Westbengalen) war ein indischer Schauspieler des bengalischen Films und Theaters. Er ist insbesondere durch seine Rollen als Charakterdarsteller und Komiker bekannt.

## Karriere

### Theater
Über seinen Onkel väterlicherseits, der bei Star Theatre – einer seinerzeit bekannten bengalischen Theatertruppe – angestellt war, kam Chakraborty mit dem Bühnenspiel in Berührung. 1916 nahm ihn der Schauspieler, Regisseur und Chef der Theatertruppe Aparesh Chandra Mukhopadhyay zur Ausbildung an. Er entwickelte sich zu einem Sänger, Schauspieler und Tänzer und lernte auch Instrumente wie Tabla oder Pakhawaj zu spielen. 1920 hatte er sein Bühnendebüt bei Star Theatre in Durgeshnandini, einem Melodram nach dem gleichnamigen Roman von Bankim Chandra Chattopadhyay. Bis 1927 blieb er bei der Company und wechselte dann zu Manmohan Theatres. Später, von 1944 bis 1951, arbeitete er für verschiedene Companies wie Rangmahal, Sriranagam und Minerva Theatres. In den 1950er Jahren musste Chakraborty seine Bühnenauftritte aus gesundheitlichen Gründen reduzieren, seine letzte Bühnenrolle hatte er in Shreyashi (1960).

### Film
Chakrabortys Filmdebüt war eine kleine Rolle in Premankur Atorthys Punarjanmo (1932) bei der dominierenden Kolkataer Filmgesellschaft New Theatres. Aufmerksamkeit erlangte er nach weiteren kleinen Rollen erstmals 1934 mit Sachidulal von Prafulla Roy. Sein nächster Erfolgsfilm war die Komödie Manmoyi Girls’ School (1935), in der er neben Kanan Devi die Hauptrolle spielte, Regisseur des Films war Jyotish Bannerjee. Mit dieser kommerziell erfolgreichen Adaption eines Bühnenstücks begann Chakrabortys Filmkarriere als Komiker. Er spielte hernach unter vielen anderen namhaften bengalischen Regisseuren wie Phani Burma, Hemchandra Chunder, Pramathesh Chandra Barua, Kartick Chattopadhyay, Debaki Bose, Niren Lahiri, Ajoy Kar oder Nirmal Dey. Häufig stand Tulsi Chakraborty mit dem Schauspieler Chhabi Biswas vor der Kamera.
In Bimal Roys ersten beiden Spielfilmen als Regisseur – Udayer Pathey/Hamrahi (1944) und Anjangarh (1948), die in einer bengalischen und einer Hindi-Version gedreht wurden, hatte er jeweils eine Hauptrolle als bengalischer Mittelschichtbürger. In Sankha Sindoor (1948) nach einem Drehbuch von Pratap Chandra Chunder, dem späteren indischen Bildungsminister, spielte Chakraborty einen ostpakistanischen Flüchtling in einem der ersten Filme über die Teilung Bengalens 1947. Seine musikalischen Fähigkeiten konnte er in Debaki Boses Film Kavi (1949) unter Beweis stellen, als er seine Eigenkompositionen sang. Im ersten Uttam-Kumar-Suchitra-Sen-Film, Sharey Chuattar (1953), verkörperte der glatzköpfige Darsteller Chakraborty den Vermieter.
Nach einer kleinen Rolle als Dorfschullehrer in Satyajit Rays Pather Panchali (1955) spielte er unter diesem Regisseur zwei Jahre später in Parash Pathar die Rolle des Bankangestellten Paresh Dutta, der zufällig einen kleinen Stein findet, der alles zu Gold macht. Diese gilt heute als seine bekannteste Rolle und Höhepunkt seiner Karriere.
Tulsi Chakraborty starb an einem Herzinfarkt. Sein letzter Film, Ami Ratan von Ajit Bannerjee wurde 1961 gedreht, jedoch erst 1977 veröffentlicht.

## Filme (Auswahl)
- 1933: Shri Gouranga
- 1934: Sachidulal
- 1935: Manmoyee Girls School
- 1942: Meenakshi
- 1942: Shesh Uttar (Bengalisch) / Jawab (Hindi)
- 1942: Garmil
- 1943: Jogajog (Bengalisch) / Hospital (Hindi)
- 1943: Wapas
- 1944: Meri Bahen
- 1944: Udayer Pathey (Bengalisch) / Hamrahi (Hindi)
- 1945: Mane Na Mana
- 1947: Ramer Sumati (Bengalisch) / Chhota Bhai (Hindi)
- 1948: Anjangarh
- 1948: Bhuli Naai
- 1948: Sankha Sindoor
- 1949: Kavi
- 1950: Radha Rani
- 1951: Ratnadeep
- 1951: Babla
- 1952: Mahaprashthaner Pathey
- 1952: Yatrik
- 1953: Sharey Chuattar
- 1954: Champadangar Bou
- 1954: Naukri
- 1955: Pather Panchali
- 1955: Upahar
- 1957: Adarsha Hindu Hotel
- 1957: Parash Pathar
- 1957: Ajantrik
- 1959: Deep Jweley Jai
- 1961: Saptapadi